# Sông Đa Huoai
Sông Đa Huoai hay Sông Đa Hoai là một phụ lưu cấp 1 của sông Đồng Nai . Sông có chiều dài 47 km và diện tích lưu vực là 389 km².
Sông Đa Huoai chảy huyện Đạ Huoai, tỉnh Lâm Đồng, và huyện Tân Phú, tỉnh Đồng Nai.

## Chỉ dẫn
1. ↑  Tên sông Đa Huoai được dùng cho đặt tên huyện Đạ Huoai, và được ghi trên các bản đồ địa hình. Có thể do lỗi đánh máy mà một số văn liệu viết thành Dac Hoai.